# صابرين (اسم)
صابرين اسم علم مؤنث عربي، ومعناه: الاخلاق، الصبر،
وهو اسم علم شخصي مؤنث، وله انتشار في العالم العربي،